# Вовчок синюватий
Вовчок синюватий (Orobanche coerulescens) — вид трав'янистих рослин родини вовчкові (Orobanchaceae), поширений у помірній Євразії.

## Опис

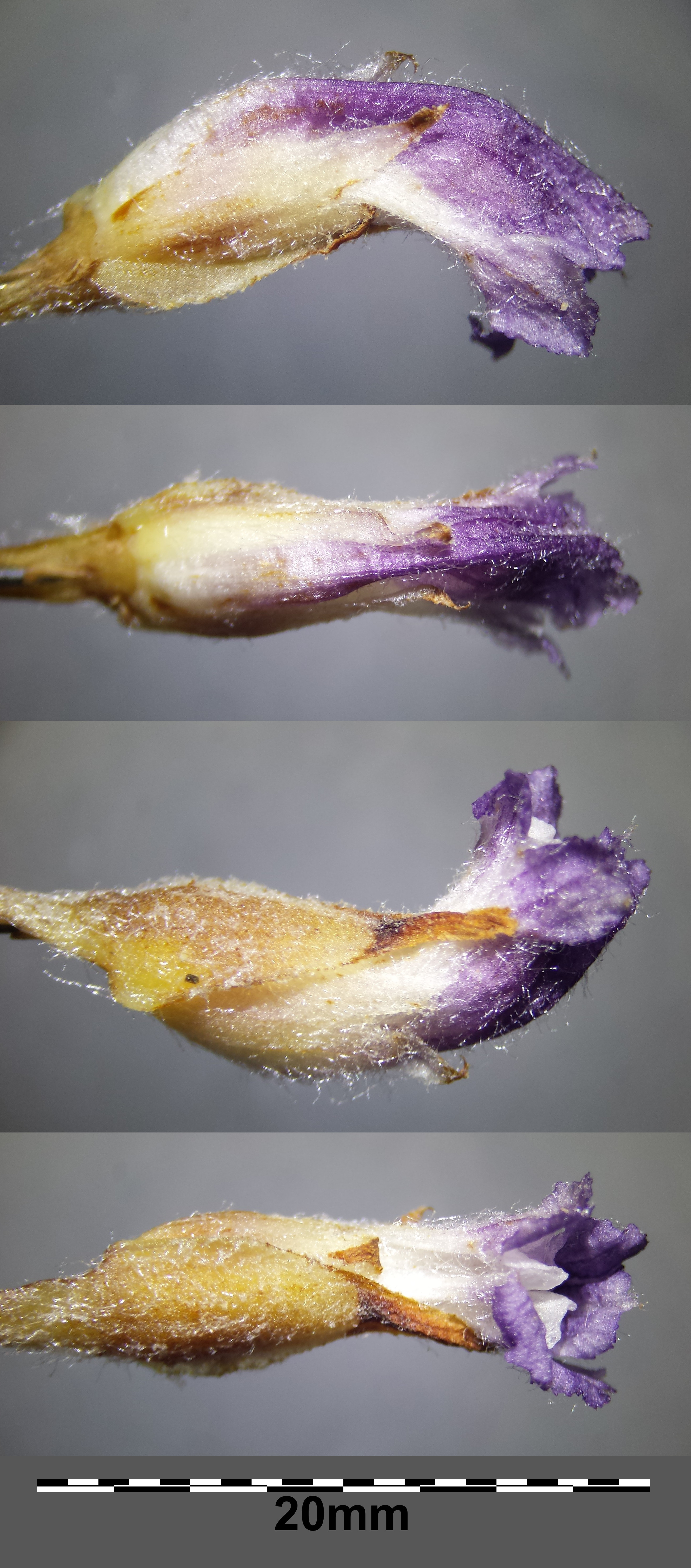

Багаторічна рослина 20–40 см заввишки. Вся рослина й особливо приквітки білувато-шерстисті. Віночок 15–20 мм довжиною, синюватий, трубчастий, над тим місцем, де прикріплені тичинки, роздутий, вище зігнутий і зрештою відігнутий, біло-повстяний.

## Поширення
Поширений у центральній і східній Європі, помірній Азії та Непалі.
В Україні вид зростає на пісках, у степах, на кам'янистих схилах — в Розточчі (Кременець, Тернопільська обл.), Лісостепу (на Поділлі) і Степу, розсіяно. Паразитує на коренях полинів. Лікарська.